# Nasty as I Wanna Be
Nasty As I Wanna Be è il secondo album in studio del cantante e attore statunitense Dirt Nasty.
L'album è stato pubblicato come previsto il 12 agosto 2010 ed ha ricevuto un discreto successo, soprattutto con il singolo I Can't Dance (in collaborazione con gli LMFAO), pubblicato il 10 agosto 2010.

## Tracce
1. Nasty As I Wanna Be – 4:21
2. Boombox – 3:19
3. Milk, Milk, Lemonade (feat. Too Short & Warren G.) – 3:28
4. Motel Room – 3:49
5. Big in Japan – 3:32
6. So L.A. – 3:39
7. Turn It Up (feat. Beardo) – 3:00
8. Lookin’ for a Nasty Girl – 3:15
9. Fuck Me I’m Famous – 5:12
10. Miami Nights (feat. Kesha & Benji Hughes) – 4:35
11. I Can't Dance (feat. LMFAO) – 4:55
12. Cougars (feat. Bonnie McKee) – 4:38
13. Suck My Dick – 3:20
14. Canal Street (feat. Christian George) – 4:58
15. Gibberish (feat. Andy Milonakis & Andre Legacy) – 3:31